# Robert Alt (pedagog)
Robert Alt (ur. 4 września 1905 we Wrocławiu, zm. 13 grudnia 1978 w Berlinie) – niemiecki pedagog i historyk wychowania.
Profesor Wyższej Szkoły Pedagogicznej w Berlinie, a następnie Uniwersytetu Humboldta w Berlinie. Dziekan Wydziału Pedagogicznego oraz doktor honoris causa tej uczelni. Doktor honoris causa Akademii Nauk Pedagogicznych Niemieckiej Republiki Demokratycznej. Członek Niemieckiej Akademii Nauk.
Naukowe zainteresowania Alta koncentrowały się na problemach historii wychowania oraz pedagogiki ogólnej. Ponadto zajmował się społecznymi uwarunkowaniami w różnych epokach historycznych.

## Ważniejsze prace
- Die Industrieschulen, 1948
- Postępowy charakter pedagogiki, 1953, wyd pol. 1957
- Wychowanie u ludów pierwotnych, 1956, wyd. pol. 1960
- Bilderatlas zur Schul- und Erziehungsgeschichte, t. 1–2, 1960–1965
- Zur Geschichte der Arbeitserziehung, t. 1–2, 1970–1971
- Erziehung und Gesellschaft, 1975
- Das Bildungsmonopol, 1978
- Padagogische Werke, t. 1–2, 1985–1987